# كأس إفريقيا للأندية البطلة 1973
كأس أفريقيا للأندية البطلة 1973 هي النسخة 9 من دوري أبطال أفريقيا .
توج نادي فيتا كلوب بالكأس على حساب أشانتي كوتوكو الغاني .